# Hémosidérose systémique
L'hémosidérose systémique est un dépôt d'hémosidérine (complexe protéique riche en fer) dans l'ensemble des organes. Elle s'oppose à l'hémosidérose localisée.

## Anatomie pathologique
L'examen anatomopathologique de l'hémosidérose systémique montre des lésions du foie, du pancréas, de la peau, du cœur, des glandes endocrines et du tube digestif.
- Le foie est hypertrophique, de coloration brun rouille, extrêmement dur à la coupe (fibrose hépatique). À un stade assez tardif, il présente aussi une nodulation extrêmement fine (cirrhose). Microscopiquement, on observe une fibrose périportale. L'hémosidérine est très abondant dans les hépatocytes, les cellules de Küpffer et les macrophages de la sclérose. Au stade tardif, se constitue une cirrhose, avec apparition de nodules de régénération et d'une fibrose annulaire.

- Le pancréas est induré, de coloration brun rouille. Histologiquement, il existe une fibrose intra- et péri-lobulaire autour des lobules pancréatiques mais sans modification des îlots de Langerhans. On trouve du pigment ferrique (hémosidérine) dans les cellules exocrines, les cellules endocrines (diabète) et dans la fibrose.

- La peau est de coloration bronzée, due surtout à un excès de mélanine. Le dépôt ferrique (hémosidérine) se trouve autour des annexes cutanées.

- Le cœur est gros, mou et flasque. Le pigment ferrique se trouve dans les cellules myocardiques (cardiomyocytes) aux deux pôles nucléaires. Les cardiomyocytes se nécrosent secondairement, ce qui entraîne une réaction inflammatoire et une nécrose.

- Les glandes endocrines atteintes sont l'hypophyse, la glande surrénale (zone glomérulée), la thyroïde.

- Dans le tube digestif, on trouve de l'hémosidérine dans la partie profonde des glandes de la muqueuse gastrique du fundus.